# Mohammad Reza Adelkhani
Mohammad Reza Adelkhani (ur. 13 lutego 1947 w Teheranie) – irański piłkarz występujący na pozycji napastnika.

## Kariera klubowa
Adelkhani treningi rozpoczął w zespole Tadż Teheran. W 1962 roku, mając 15 lat, przeszedł do juniorów niemieckiego Bayernu Monachium. Grał tam do 1966 roku, jednak nie zadebiutował w pierwszej drużynie Bayernu. Następnie został zawodnikiem Rot-Weiß Oberhausen, grającego w Regionallidze, stanowiącej wówczas drugi poziom rozgrywek. W kolejnych latach występował w innych zespołach tej ligi – Wuppertaler SV, Bonner SC, SG Wattenscheid 09 oraz VfL Klafeld-Geisweid.
W 1972 roku Adelkhani odszedł do Tadżu Teheran. W 1975 roku zdobył z nim mistrzostwo Iranu. W sezonie 1976/1977 grał w drużynie Szahbaz, a następnie wrócił do Tadżu, gdzie w 1979 roku zakończył karierę.

## Kariera reprezentacyjna
W latach 1973–1978 w reprezentacji Iranu Adelkhani rozegrał 17 spotkań. Zdobył złoty medal Igrzysk Azjatyckich 1974.